# Liste der Einträge im National Register of Historic Places im Adams County (Mississippi)

Lage des Adams Countys in Mississippi

Die Liste der Einträge im National Register of Historic Places im Adams County in Mississippi führt die Bauwerke und historischen Stätten im Adams County auf, die in das National Register of Historic Places aufgenommen wurden.

## Legende
| NRHP | Historic Place             |
| HD   | Historic District          |
| NHL  | National Historic Landmark |
| NHP  | National Historical Park   |

## Aktuelle Einträge
| [ 2 ] | Name                                                | Bild                                                | Eintragsdatum                 | Lage | Ort                        | Beschreibung |
| ----- | --------------------------------------------------- | --------------------------------------------------- | ----------------------------- | --- | -------------------------- | --- |
| 1     | William Ailes House                                 |                                                     | 1980 ID-Nr. 80002190          | 657 South Canal Street 31° 33′ 8″ N, 91° 24′ 40″ W | Natchez                    | 1854 im Stil des Greek Revival errichtetes Wohnhaus                                                                                           |
| 2     | Airlie                                              | Airlie                                              | 1982 ID-Nr. 82000566          | 9 Elm Street 31° 34′ 9″ N, 91° 23′ 40″ W | Natchez                    | |
| 3     | Anna Site                                           | Anna Site                                           | 1993 ID-Nr. 93001606          | Rund 16 km nördlich von Natchez 31° 41′ 43,4″ N, 91° 20′ 59,2″ W | Natchez                    | Präkolumbisches Siedlungsstätte aus der Zeit der Plaquemine-Kultur im unteren Mississippital                                                  |
| 4     | Arlington                                           | Arlington                                           | 1973 ID-Nr. 73000999          | Main Street 31° 33′ 10″ N, 91° 23′ 33″ W | Natchez                    | 1819 im Federal Style errichtetes Gebäude |
| 5     | Assembly Hall                                       | Assembly Hall                                       | 1978 ID-Nr. 78001587          | Assembly Street Ecke Main Street 31° 34′ 45″ N, 91° 17′ 52″ W | Washington                 | 1808 errichtetes Versammlungshaus; diente von 1808 bis 1811 als Sitz der parlamentarischen Versammlung des damaligen Mississippi-Territoriums |
| 6     | Auburn                                              | Auburn                                              | 1974 ID-Nr. 74001047          | Duncan Park 31° 32′ 42″ N, 91° 23′ 33″ W | Natchez                    | 1812 im Stil des Greek Rivival errichtetes Gebäude                                                                                            |
| 7     | John Baynton House                                  | John Baynton House                                  | 1974 ID-Nr. 74001048          | 821 Main Street 31° 33′ 24″ N, 91° 23′ 53″ W | Natchez                    | 1833 im Federal Style errichtetes Wohnhaus |
| 8     | Bedford Plantation                                  |                                                     | 1978 ID-Nr. 78001576          | US 61 31° 37′ 0″ N, 91° 11′ 52″ W | Nordöstlich von Natchez    | |
| 9     | Beechland                                           |                                                     | 1982 ID-Nr. 82000567          | Abseits der US 61 31° 23′ 41″ N, 91° 19′ 11″ W | südlich von Natchez        | 1850 im Stil des Greek Revival errichtetes Plantagenhaus                                                                                      |
| 10    | Belvidere                                           |                                                     | 1980 ID-Nr. 80002191          | 70 Homochitto Street 31° 33′ 3″ N, 91° 24′ 1″ W | Natchez                    | |
| 11    | Brandon Hall                                        | Brandon Hall                                        | 1980 ID-Nr. 80002198          | US 61 31° 36′ 53″ N, 91° 15′ 10″ W | nordöstlich von Washington | 1836 im Stil des Greek Revival errichtetes Plantagenhaus                                                                                      |
| 12    | Gerard Brandon IV House                             | Gerard Brandon IV House                             | 1982 ID-Nr. 82003094          | 708 North Union Street 31° 33′ 53″ N, 91° 23′ 48″ W | Natchez                    | 1890 in Queen Anne-Stil errichtetes Wohnhaus                                                                                                  |
| 13    | Briars                                              | Briars                                              | 1977 ID-Nr. 77000778          | Briars Road 31° 33′ 6″ N, 91° 25′ 10″ W | südwestlich von Natchez    | 1818 errichtetes Gebäude |
| 14    | Brumfield High School                               | Brumfield High School                               | 1993 ID-Nr. 93001139          | 100 St. Catherine Street 31° 33′ 26″ N, 91° 23′ 33″ W | Natchez                    | 1924 errichtetes Schulgebäude |
| 15    | Buie House                                          |                                                     | 1983 ID-Nr. 83000948          | Nordöstlich von Natchez 31° 38′ 6″ N, 91° 16′ 13″ W | Natchez                    | |
| 16    | The Burn                                            | The Burn                                            | 1979 ID-Nr. 79001280          | 307 Oak Street 31° 33′ 55″ N, 91° 23′ 46″ W | Natchez                    | 1836 im Stil des Greek Revival errichtetes Gebäude                                                                                            |
| 17    | Carmel Presbyterian Church                          |                                                     | 1985 ID-Nr. 85003441          | Carmel Church Road 31° 25′ 53″ N, 91° 19′ 34″ W | Natchez                    | 1850 in Stil des Greek Revival errichtete presbyterianische Kirche                                                                            |
| 18    | Cedar Grove                                         |                                                     | 1982 ID-Nr. 82003088          | Südöstlich von Natchez 31° 25′ 44″ N, 91° 17′ 42″ W | Natchez                    | 1838 im Stil des Greek Revival errichtetes Plantagenhaus                                                                                      |
| 19    | Cemetery Bluff District                             | Cemetery Bluff District                             | 1980 ID-Nr. 80002192          | Cemetery Road 31° 34′ 37″ N, 91° 23′ 39″ W | Natchez                    | |
| 20    | Cherry Grove Plantation                             |                                                     | 1983 ID-Nr. 83000949          | Abseits der Kingston Road 31° 27′ 55″ N, 91° 21′ 3″ W | südlich von Natchez        | 1867 errichtetes Plantage mit Haupthaus und Wirtschaftsgebäuden                                                                               |
| 21    | China Grove Plantation                              |                                                     | 1982 ID-Nr. 82003089          | Abseits des US 61 31° 24′ 54″ N, 91° 22′ 49″ W | nördlich von Sibley        | 1854 errichtetes hölzernes Plantagenhaus |
| 22    | Cliffs Plantation                                   |                                                     | 1980 ID-Nr. 80002193          | Cliffs Plantation Road 31° 27′ 39″ N, 91° 24′ 56″ W | südlich von Natchez        | 1855 im Stil des Greek Revival errichtetes Plantagenhaus                                                                                      |
| 23    | Clifton Heights Historic District                   | Clifton Heights Historic District                   | 1982 ID-Nr. 82000568          | Abgegrenzt durch Ridge Alley, Mulberry Alley, Natchez Bluff, Park Avenue und Maple Street 31° 34′ 7″ N, 91° 24′ 0″ W                                                | Natchez                    | |
| 24    | Commercial Bank and Banker's House                  | Commercial Bank and Banker's House                  | 1974 ID-Nr. 74002252          | 206 Main Street Ecke 107 Canal Street 31° 33′ 39″ N, 91° 24′ 18″ W                                                                                                  | Natchez                    | |
| 25    | Cottage Gardens                                     | Cottage Gardens                                     | 1979 ID-Nr. 79001281          | 816 Myrtle Avenue 31° 34′ 8″ N, 91° 23′ 43″ W | Natchez                    | |
| 26    | D'Evereux                                           | D'Evereux                                           | 1972 ID-Nr. 72000683          | D'Evereaux Drive 31° 33′ 20″ N, 91° 22′ 40″ W | Natchez                    | In den Jahren 1837 bis 1840 im Stil des Greek Revival errichtetes Gebäude                                                                     |
| 27    | John Dicks House                                    | John Dicks House                                    | 1982 ID-Nr. 82003090          | 802 North Union Street 31° 33′ 57″ N, 91° 23′ 41″ W | Natchez                    | 1888–1889 in einem Stilmix aus Colonial Revival und Shingle Style errichtetes Wohnhaus                                                        |
| 28    | Dixon Building                                      | Dixon Building                                      | 1979 ID-Nr. 79001282          | 514 Main Street 31° 33′ 33″ N, 91° 24′ 8″ W | Natchez                    | 1909 errichtetes Wohnhaus |
| 29    | Downriver Residential Historic District             | Downriver Residential Historic District             | 1999 ID-Nr. 99000385          | Abgegrenzt durch South Canal Street, Orleans Street, die Eisenbahngleise und der Bayou zwischen der Union Street und der Rankin Street 31° 33′ 18″ N, 91° 24′ 25″ W | Natchez                    | |
| 30    | Dr. Charles H. Dubs Townhouse                       |                                                     | 1978 ID-Nr. 78001577          | 311 North Pearl Street 31° 33′ 44″ N, 91° 24′ 2″ W | Natchez                    | 1852 aus Backsteinen im Greek Revival errichtetes Wohnhaus                                                                                    |
| 31    | Dunleith                                            | Dunleith                                            | 1972 ID-Nr. 72000684          | 84 Homochitto Street 31° 32′ 52″ N, 91° 24′ 3″ W | Natchez                    | |
| 32    | Edgewood                                            | Edgewood                                            | 1979 ID-Nr. 79001283          | MS 554 31° 38′ 1″ N, 91° 20′ 18″ W | nördlich von Natchez       | 1859 im Italianate-Stil errichtetes Wohnhaus                                                                                                  |
| 33    | Elgin                                               |                                                     | 1979 ID-Nr. 79001284          | Abseits des US 61 31° 29′ 1″ N, 91° 22′ 56″ W | südlich von Natchez        | 1840 im Stil des Greek Revival errichtetes Gebäude                                                                                            |
| 34    | Elizabeth Female Academy Site (No. 101-3X)          | Elizabeth Female Academy Site (No. 101-3X)          | 1977 ID-Nr. 77000109          | Kreuzung von US 84 und US 98 31° 34′ 30″ N, 91° 17′ 36″ W | Washington                 | Ruinen der früheren Elizabeth Female Academy                                                                                                  |
| 35    | Elms Court                                          | Elms Court                                          | 1977 ID-Nr. 77000780          | 42 John R. Junkin Drive 31° 31′ 52″ N, 91° 23′ 42″ W | Natchez                    | 1836 in einem Stilmix aus Greek Revival und Italianate-Stil errichtetes Wohnhaus                                                              |
| 36    | The Elms                                            | The Elms                                            | 1976 ID-Nr. 76001083          | 207 South Pine Street 31° 33′ 20″ N, 91° 23′ 48″ W | Natchez                    | 1805 in einem Stilmix aus Federal Style und Greek Revival errichtete Villa                                                                    |
| 37    | Emerald Mound Site (22AD504)                        | Emerald Mound Site (22AD504)                        | 1988 ID-Nr. 88002618          | Natchez Trace Parkway 31° 38′ 10″ N, 91° 14′ 50″ W | Stanton                    | Mounds aus der Zeit der Plaquemine-Kultur |
| 38    | Eola Hotel                                          | Eola Hotel                                          | 1979 ID-Nr. 79001285          | Main Street Ecke Pearl Street 31° 33′ 38″ N, 91° 24′ 11″ W | Natchez                    | 1927 errichtetes Hotel |
| 39    | Fair Oaks                                           |                                                     | 1976 ID-Nr. 76001084          | US 61 31° 27′ 0″ N, 91° 23′ 3″ W | südlich von Natchez        | 1822 im Federal Style errichtetes Haus |
| 40    | Fairchild's Creek Bridge                            |                                                     | 2005 ID-Nr. 05000562          | County Road 555 31° 43′ 31″ N, 91° 18′ 49″ W | Natchez                    | |
| 41    | First Presbyterian Church of Natchez                | First Presbyterian Church of Natchez                | 1978 ID-Nr. 78001578          | 117 South Pearl Street 31° 33′ 32″ N, 91° 24′ 13″ W | Natchez                    | 1851 errichtete presbyterianische Kirche |
| 42    | Fort Dearborn Site                                  |                                                     | 1974 ID-Nr. 74001054          | US 61 31° 35′ 14″ N, 91° 17′ 40″ W | nördlich von Washington    | |
| 43    | Foster's Mound                                      |                                                     | 1982 ID-Nr. 82003091          | US 61 31° 35′ 58″ N, 91° 19′ 39″ W | nordöstlich von Natchez    | |
| 44    | Glen Aubin                                          |                                                     | 1985 ID-Nr. 85001930          | Abseits des US 61 31° 23′ 4″ N, 91° 26′ 12″ W | Natchez                    | 1835 im Stil des Greek Revival errichtetes Plantagenhaus                                                                                      |
| 45    | Glen Mary Plantation and Tenant House               |                                                     | 1979 ID-Nr. 79003380          | Foster Mound Road 31° 35′ 41″ N, 91° 19′ 38″ W | Natchez                    | |
| 46    | Glenburnie                                          |                                                     | 1978 ID-Nr. 78001579          | 551 John R. Junkin Drive 31° 32′ 8″ N, 91° 23′ 33″ W | Natchez                    | 1833 errichtetes Farmhaus |
| 47    | Glencannon                                          | Glencannon                                          | 1990 ID-Nr. 89002322          | Providence Road Ecke Gov. Fleet Road 31° 32′ 30″ N, 91° 25′ 0″ W | Natchez                    | |
| 48    | Gloucester                                          | Gloucester                                          | 1976 ID-Nr. 76001085          | Lower Woodville Road 31° 31′ 54″ N, 91° 24′ 7″ W | südlich von Natchez        | |
| 49    | Grand Village of the Natchez Indians                | Grand Village of the Natchez Indians                | 1966 ID-Nr. 66000408          | Rund 5 km südöstlich von Natchez 31° 31′ 24,9″ N, 91° 22′ 45,9″ W                                                                                                   | Natchez                    | Früherer Hauptort des Volkes der Natchez |
| 50    | Hawthorne Place                                     |                                                     | 1979 ID-Nr. 79001286          | Lower Woodville Road 31° 32′ 18″ N, 91° 24′ 4″ W | Natchez                    | 1820 im Federal Style errichtetes Wohnhaus |
| 51    | Henderson-Britton House                             | Henderson-Britton House                             | 1978 ID-Nr. 78001580          | 215 South Pearl Street 31° 33′ 30″ N, 91° 24′ 15″ W | Natchez                    | 1858 aus Backsteinen im Stil des Greek Revival errichtetes Wohnhaus                                                                           |
| 52    | Hillside                                            |                                                     | 1987 ID-Nr. 87000617          | Hutchins Landing Road 31° 29′ 47″ N, 91° 16′ 54″ W | Natchez                    | 1858 errichtetes Wohnhaus |
| 53    | Holy Family Catholic Church Historic District       | Holy Family Catholic Church Historic District       | 1995 ID-Nr. 95000855          | Aldrich Street, Old D'Evereux Street, St. Catherine Street, Abbott Street und Byrne Street 31° 33′ 34″ N, 91° 23′ 46″ W                                             | Natchez                    | |
| 54    | Hope Farm                                           | Hope Farm                                           | 1975 ID-Nr. 75001037          | 147 Homochitto Street 31° 32′ 42″ N, 91° 23′ 48″ W | Natchez                    | 1790 errichtetes Farmhaus |
| 55    | House on Ellicott's Hill                            | House on Ellicott's Hill                            | 1974 ID-Nr. 74001050          | North Canal Street Ecke Jefferson Street 31° 33′ 45″ N, 91° 24′ 13″ W                                                                                               | Natchez                    | Im Jahr 1800 errichtetes Wohnhaus |
| 56    | Institute Hall                                      | Institute Hall                                      | 1979 ID-Nr. 79001287          | 111 South Pearl Street 31° 33′ 34″ N, 91° 24′ 12″ W | Natchez                    | 1852–1853 im Stil des Greek Revival errichtetes Schulgebäude                                                                                  |
| 57    | Jefferson College                                   | Jefferson College                                   | 1970 ID-Nr. 70000316          | North Street 31° 35′ 32″ N, 91° 17′ 57″ W | Washington                 | 1802 errichtetes College; heute in Besitz des Mississippi Department of Archives and History                                                  |
| 58    | William Johnson House                               | William Johnson House                               | 1976 ID-Nr. 76001086          | 210 State Street 31° 33′ 34″ N, 91° 23′ 29″ W | Natchez                    | 1841 im Stil des Greek Revival errichtetes Wohnhaus                                                                                           |
| 59    | Keyhole House                                       |                                                     | 1982 ID-Nr. 82003092          | 1016 Main Street 31° 33′ 43″ N, 91° 23′ 46″ W | Natchez                    | Im Jahr 1900 im Queen Anne-Style errichtetes Wohnhaus                                                                                         |
| 60    | King's Tavern                                       | King's Tavern                                       | 1971 ID-Nr. 71000444          | 611 Jefferson Street 31° 33′ 38″ N, 91° 23′ 57″ W | Natchez                    | Von 1795 bis 1800 errichtetes Gasthaus |
| 61    | Kingston Methodist Church                           | Kingston Methodist Church                           | 1982 ID-Nr. 82003093          | Südöstlich von Natchez 31° 23′ 21″ N, 91° 16′ 43″ W | Natchez                    | 1856 im Stil des Greek Revival errichtete methodistische Kirche                                                                               |
| 62    | Green Leaves                                        | Green Leaves                                        | 1979 ID-Nr. 79001288          | 303 South Rankin Street 31° 33′ 21″ N, 91° 24′ 7″ W | Natchez                    | |
| 63    | Lansdowne                                           | Lansdowne                                           | 1978 ID-Nr. 78001581          | Pine Ridge Road 31° 35′ 4″ N, 91° 21′ 47″ W | nördlich von Natchez       | 1853 im Stil des Greek Revival errichtetes Wohnhaus                                                                                           |
| 64    | Laurel Hill Plantation                              |                                                     | 1982 ID-Nr. 82000569          | Abseits des US 61 31° 25′ 20″ N, 91° 24′ 35″ W | südlich von Natchez        | |
| 65    | Linden                                              | Linden                                              | 1978 ID-Nr. 78001582          | 1 Linden Place 31° 33′ 4″ N, 91° 23′ 1″ W | Natchez                    | |
| 66    | Lisle-Shields Town House                            |                                                     | 1979 ID-Nr. 79001289          | 701 North Union Street 31° 33′ 50″ N, 91° 23′ 47″ W | Natchez                    | 1860 im Stil des Greek Revival errichtetes Wohnhaus                                                                                           |
| 67    | Longwood                                            | Longwood                                            | 1969 ID-Nr. 69000079          | Rund 4 km südöstlich von Natchez 31° 32′ 12″ N, 91° 24′ 17″ W | Natchez                    | Als Nutt's Folly bekanntes nicht fertiggestelltes, achteckiges Haus aus der Zeit vor dem Bürgerkrieg                                          |
| 68    | Magnolia Hill                                       |                                                     | 1979 ID-Nr. 79001290          | Südöstlich von Natchez 31° 26′ 40″ N, 91° 16′ 40″ W | Natchez                    | |
| 69    | The Manse                                           | The Manse                                           | 1979 ID-Nr. 79001291          | 307 South Rankin Street 31° 33′ 20″ N, 91° 24′ 9″ W | Natchez                    | 1924–1025 errichtetes presbyterianisches Pfarrhaus                                                                                            |
| 70    | Mazique Archeological Site                          |                                                     | 1991 ID-Nr. 91001529          | Adresse nicht veröffentlicht | Natchez                    | |
| 71    | Meadvilla                                           |                                                     | 1982 ID-Nr. 82000570          | Adresse nicht veröffentlicht | Washington                 | |
| 72    | Melrose                                             | Melrose                                             | 1974 ID-Nr. 74002253          | Melrose Avenue 31° 32′ 32″ N, 91° 22′ 56″ W | Natchez                    | 1847–1848 im Stil des Greek Revival errichtetes Wohnhaus                                                                                      |
| 73    | Mercer-Laird House                                  |                                                     | 1979 ID-Nr. 79001292          | 118 South Wall Street 31° 33′ 37″ N, 91° 24′ 18″ W | Natchez                    | 1997–1904 aus Backsteinen errichtetes Gebäude                                                                                                 |
| 74    | Mistletoe                                           |                                                     | 1973 ID-Nr. 73001000          | MS 554 31° 37′ 31″ N, 91° 19′ 0″ W | nordöstlich von Natchez    | 1807 im Federal Style errichtetes Wohnhaus |
| 75    | Monmouth                                            | Monmouth                                            | 1973 ID-Nr. 73001001          | East Franklin Street Ecke Melrose Avenue 31° 33′ 38″ N, 91° 23′ 10″ W                                                                                               | Natchez                    | |
| 76    | Monteigne                                           | Monteigne                                           | 1974 ID-Nr. 74001052          | Liberty Road 31° 33′ 1″ N, 91° 22′ 46″ W | Natchez                    | 1855 errichtetes Wohnhaus |
| 77    | Montpellier                                         |                                                     | 1979 ID-Nr. 79001293          | MS 551 31° 32′ 8″ N, 91° 21′ 3″ W | südöstlich von Natchez     | 1857 im Stil des Greek Revival errichtetes Wohnhaus                                                                                           |
| 78    | Mount Olive                                         |                                                     | 1980 ID-Nr. 80002194          | nordöstlich von Natchez 31° 37′ 14″ N, 91° 20′ 27″ W | Natchez                    | 1840 im Stil des Greek Revival errichtetes Farmhaus                                                                                           |
| 79    | Mount Repose                                        | Mount Repose                                        | 1979 ID-Nr. 79001294          | MS 555 31° 38′ 12″ N, 91° 20′ 40″ W | nördlich von Natchez       | 1824 im Federal Style errichtetes Wohnhaus |
| 80    | Myrtle Bank                                         | Myrtle Bank                                         | 1978 ID-Nr. 78001583          | 408 North Pearl Street 31° 33′ 48″ N, 91° 24′ 2″ W | Natchez                    | 1835 in einem Stilmix aus Italianite und Greek Revival errichtetes Wohnhaus                                                                   |
| 81    | Natchez On-Top-of-the-Hill Historic District        | Natchez On-Top-of-the-Hill Historic District        | 1979 ID-Nr. 79003381          | US 61, US 84 und US 98 31° 33′ 34″ N, 91° 24′ 9″ W | Natchez                    | |
| 82    | Natchez Bluffs and Under-the-Hill Historic District | Natchez Bluffs and Under-the-Hill Historic District | 1972 ID-Nr. 72000685          | Abgegrenzt durch South Canal Street, Broadway und den Mississippi River 31° 33′ 32″ N, 91° 25′ 36″ W                                                                | Natchez                    | |
| 83    | Natchez National Cemetery                           | Natchez National Cemetery                           | 1999 ID-Nr. 99001387          | 41 Cemetery Road 31° 34′ 51″ N, 91° 23′ 42″ W | Natchez                    | 1866 angelegter Friedhof |
| 84    | Natchez National Historical Park                    | Natchez National Historical Park                    | 1988 ID-Nr. 01000276          | Melrose-Montebello Parkway 31° 32′ 35,4″ N, 91° 22′ 58,7″ W | Natchez                    | National Historical Park |
| 85    | Neibert-Fisk House                                  | Neibert-Fisk House                                  | 1979 ID-Nr. 79001295          | 310 North Wall Street 31° 33′ 48″ N, 91° 24′ 7″ W | Natchez                    | 1836 errichtetes Wohnhaus |
| 86    | Oakland                                             | Oakland                                             | 1976 ID-Nr. 76001087          | 9 Oakhurst Drive 31° 33′ 0″ N, 91° 22′ 30″ W | Natchez                    | 1841 im Stil des Greek Revival errichtetes Wohnhaus                                                                                           |
| 87    | Oakland                                             |                                                     | 1989 ID-Nr. 89000781          | Lower Woodville Road 31° 24′ 42″ N, 91° 24′ 21″ W | Natchez                    | |
| 88    | Oakwood                                             |                                                     | 1985 ID-Nr. 85000968          | Abseits der Kingston Road 31° 25′ 1″ N, 91° 16′ 28″ W | Natchez                    | 1837 im Stil des Greek Revival errichtetes Gebäude                                                                                            |
| 89    | Charles Patterson House                             |                                                     | 1994 ID-Nr. 94000645          | 506 South Union Street 31° 33′ 17″ N, 91° 24′ 20″ W | Natchez                    | 1898 im Queen Anne-Stil errichtetes Wohnhaus                                                                                                  |
| 90    | Pine Ridge Church                                   | Pine Ridge Church                                   | 1979 ID-Nr. 79001296          | Pine Ridge Road Ecke MS 554 31° 37′ 51″ N, 91° 20′ 57″ W | Pine Ridge                 | |
| 91    | Pleasant Hill                                       | Pleasant Hill                                       | 1979 ID-Nr. 79001297          | 310 Pearl Street 31° 33′ 28″ N, 91° 24′ 20″ W | Natchez                    | 1835 im Stil des Greek Revival errichtetes Wohnhaus                                                                                           |
| 92    | Prentiss Club                                       | Prentiss Club                                       | 1979 ID-Nr. 79001298          | Pearl Street Ecke Jefferson Street 31° 33′ 42″ N, 91° 24′ 6″ W | Natchez                    | 1904–1905 im Stil der Neorenaissance errichtetes Klubhaus                                                                                     |
| 93    | Ratcliffe Mound Site                                |                                                     | 2004 ID-Nr. 04001406          | Adresse nicht veröffentlicht | Washington                 | |
| 94    | Ravenna                                             |                                                     | 1982 ID-Nr. 82004975          | 601 South Union Street 31° 33′ 12″ N, 91° 24′ 19″ W | Natchez                    | 1835 im Stil des Greek Revival errichtetes Gebäude                                                                                            |
| 95    | Ravennaside                                         | Ravennaside                                         | 1979 ID-Nr. 79001299          | 601 South Union Street 31° 32′ 47″ N, 91° 24′ 33″ W | Natchez                    | Im Jahr 1900 im Stil des Colonial Revival errichtetes Wohnhaus                                                                                |
| 96    | Richmond                                            | Richmond                                            | 16. Nov. 1978 ID-Nr. 78001584 | Government Fleet Rd. 31° 32′ 47″ N, 91° 24′ 33″ W | Natchez                    | 1785 errichtetes und mehrmals umgebautes Wohnhaus                                                                                             |
| 97    | Roos House                                          |                                                     | 1979 ID-Nr. 79001300          | 208 Linton Avenue 31° 34′ 8″ N, 91° 23′ 57″ W | Natchez                    | 1906 im Stil des Colonial Revival errichtetes Wohnhaus                                                                                        |
| 98    | Rosalie Mansion                                     | Rosalie Mansion                                     | 1977 ID-Nr. 77000781          | 100 Orleans Street 31° 33′ 32″ N, 91° 24′ 30″ W | Natchez                    | 1823 im Federal Style errichtete Villa |
| 99    | Routhland                                           |                                                     | 1977 ID-Nr. 77000782          | 92 Winchester Road 31° 33′ 1″ N, 91° 23′ 41″ W | Natchez                    | |
| 100   | Saragossa                                           | Saragossa                                           | 1980 ID-Nr. 80002196          | Saragossa Road 31° 29′ 30″ N, 91° 24′ 6″ W | Südlich von Natchez        | |
| 101   | Selma Plantation House                              | Selma Plantation House                              | 1989 ID-Nr. 89000207          | 467 Selma Road 31° 36′ 1″ N, 91° 16′ 12″ W | Natchez                    | |
| 102   | Shadyside                                           |                                                     | 1979 ID-Nr. 79001301          | 107 Shadyside Street 31° 33′ 49″ N, 91° 23′ 27″ W | Natchez                    | |
| 103   | Smart-Griffin House                                 |                                                     | 1979 ID-Nr. 79001302          | 180 St. Catherine Street 31° 33′ 22″ N, 91° 23′ 15″ W | Natchez                    | |
| 104   | Smith-Buntura-Evans House                           | Smith-Buntura-Evans House                           | 1978 ID-Nr. 78001585          | 107 Broadway 31° 33′ 40″ N, 91° 24′ 22″ W | Natchez                    | |
| 105   | Smithland                                           |                                                     | 1987 ID-Nr. 87000575          | 1 Meile südlich der Kingston-Hutchins Road 31° 23′ 3″ N, 91° 21′ 13″ W                                                                                              | Natchez                    | |
| 106   | Stanton Hall                                        | Stanton Hall                                        | 1974 ID-Nr. 74002254          | High Street zwischen Pearl Street und Commerce Street 31° 33′ 45″ N, 91° 24′ 1″ W                                                                                   | Natchez                    | |
| 107   | Texada Tavern                                       | Texada Tavern                                       | 1979 ID-Nr. 79001303          | 222 South Wall Street 31° 33′ 23″ N, 91° 24′ 6″ W | Natchez                    | |
| 108   | Tillman House                                       |                                                     | 1979 ID-Nr. 79001304          | 506 High Street 31° 33′ 42″ N, 91° 24′ 0″ W | Natchez                    | |
| 109   | Traveller's Rest                                    | Traveller's Rest                                    | 1984 ID-Nr. 84002110          | Adresse nicht veröffentlicht | Natchez                    | |
| 110   | Upriver Residential District                        |                                                     | 1983 ID-Nr. 83004371          | Abgegrenzt durch Pine Street, Monroe Street, Elm-Bishop Street, und Ridge-Maple Street 31° 34′ 0″ N, 91° 23′ 49″ W                                                  | Natchez                    | |
| 111   | Van Court Town House                                | Van Court Town House                                | 1980 ID-Nr. 80004474          | 510 Washington Street 31° 33′ 25″ N, 91° 24′ 28″ W | Natchez                    | |
| 112   | Warren-Erwin House                                  |                                                     | 1982 ID-Nr. 82003095          | Palestine Road 31° 33′ 26″ N, 91° 17′ 53″ W | Washington                 | |
| 113   | Washington Methodist Church                         | Washington Methodist Church                         | 1986 ID-Nr. 86002168          | Main Street Ecke Church Street 31° 34′ 41″ N, 91° 18′ 8″ W | Washington                 | |
| 114   | Weymouth Hall                                       | Weymouth Hall                                       | 1980 ID-Nr. 80002197          | 1 Cemetery Rd. 31° 34′ 30″ N, 91° 23′ 38″ W | Natchez                    | |
| 115   | White Cottage                                       |                                                     | 1983 ID-Nr. 83003937          | 71 Homochitto St. 31° 33′ 2″ N, 91° 23′ 19″ W | Natchez                    | |
| 116   | Winchester House                                    |                                                     | 1979 ID-Nr. 79001305          | 816 Main Street 31° 33′ 25″ N, 91° 23′ 55″ W | Natchez                    | |
| 117   | Woodlawn Historic District                          |                                                     | 1995 ID-Nr. 95001250          | Abgegrenzt durch Martin Luther King Street, East Stiers Lane, Old College Lane, Elm Street und Bishop Street 31° 34′ 3″ N, 91° 23′ 24″ W                            | Natchez                    | |
| 118   | Woodstock                                           |                                                     | 1989 ID-Nr. 89000782          | Carmel Church Road 31° 25′ 33″ N, 91° 19′ 30″ W | südlich von Natchez        | |

## Frühere Einträge
| [ 2 ] | Name                 | Bild                 | Eintragsdatum        | Lage                                             | Ort     | Beschreibung |
| ----- | -------------------- | -------------------- | -------------------- | ------------------------------------------------ | ------- | --- |
| 1     | Patrick Murphy House |                      | 1980 ID-Nr. 80002195 | 21 Irvine Lane 31° 33′ 7″ N, 91° 24′ 49,9″ W     | Natchez | 1872 im Italianate-Stil errichtetes Gebäude; 1993 durch ein Feuer zerstört und 1987 aus dem Register gestrichen |
| 2     | U.S. Marine Hospital | U.S. Marine Hospital | 1978 ID-Nr. 78001586 | 801 Maple Street 31° 33′ 7,2″ N, 91° 24′ 49,6″ W | Natchez | 1849 bis 1952 errichtetes Marinekrankenhaus; 1984 durch ein Feuer zerstört und 1987 aus dem Register gestrichen |